# Netsuite Open
The Netsuite Open est une compétition de squash classé PSA World Series organisée en septembre, à San Francisco et parrainée par la société informatique Oracle. Le tournoi se tient chaque année depuis 2011. Le court vitré est érigé à The Embarcadero, face au Ferry Building dans un cadre spectaculaire.

## Palmarès

### Hommes
| Année | Champion                                                    | Finaliste                                                   | Score en finale                                             |                                                             |
| ----- | ----------------------------------------------------------- | ----------------------------------------------------------- | ----------------------------------------------------------- | ----------------------------------------------------------- |
| 2022  | Mohamed El Shorbagy                                         | Marwan El Shorbagy                                          | 6–11, 11–9, 11–2, 11–8 (58 min)                             |                                                             |
| 2021  | Ali Farag                                                   | Paul Coll                                                   | 9-11, 12-10, 11-8, 11-8 (70 min)                            |                                                             |
| 2020  | annulé en raison de la pandémie de Covid-19 aux États-Unis, | annulé en raison de la pandémie de Covid-19 aux États-Unis, | annulé en raison de la pandémie de Covid-19 aux États-Unis, | annulé en raison de la pandémie de Covid-19 aux États-Unis, |
| 2019  | Mohamed El Shorbagy                                         | Tarek Momen                                                 | 11-5, 11-13, 11-9, 7-11, 11-4 (70 min)                      |                                                             |
| 2018  | Ali Farag                                                   | Mohamed El Shorbagy                                         | 11-9, 13-11, 4-11, 11-9 (64 min)                            |                                                             |
| 2017  | Mohamed El Shorbagy                                         | Karim Abdel Gawad                                           | 11-9, 11-6, 11-3 (45 min)                                   |                                                             |
| 2016  | Grégory Gaultier                                            | James Willstrop                                             | 11-9, 11-2, 14-12 (46 min)                                  |                                                             |
| 2015  | Ramy Ashour                                                 | Nick Matthew                                                | 11-7, 9-11, 11-5, 11-4                                      |                                                             |
| 2014  | Grégory Gaultier                                            | Amr Shabana                                                 | 11-3, 11-5, 11-5 (32 min)                                   |                                                             |
| 2013  | Ramy Ashour                                                 | Grégory Gaultier                                            | 11-4, 7-11, 7-11, 11-3, 11-3                                |                                                             |
| 2012  | Grégory Gaultier                                            | Nick Matthew                                                | 11-7, 13-11, 11-9 (62 min)                                  |                                                             |
| 2011  | Laurens Jan Anjema                                          | Omar Mosaad                                                 | 7-11, 7-11, 11-8, 11-5, 14-12 (100 min)                     |                                                             |

### Femmes
| Année | Championne                                                 | Finaliste                                                  | Score en finale                                            |                                                            |
| ----- | ---------------------------------------------------------- | ---------------------------------------------------------- | ---------------------------------------------------------- | ---------------------------------------------------------- |
| 2022  | Amanda Sobhy                                               | Farida Mohamed                                             | 9–11, 11–5, 11–3, 11–7 (41 min)                            |                                                            |
| 2021  | Amanda Sobhy                                               | Salma Hany                                                 | 11-7, 11-8, 11-4 (32 min)                                  |                                                            |
| 2020  | annulé en raison de la pandémie de Covid-19 aux États-Unis | annulé en raison de la pandémie de Covid-19 aux États-Unis | annulé en raison de la pandémie de Covid-19 aux États-Unis | annulé en raison de la pandémie de Covid-19 aux États-Unis |
| 2019  | Raneem El Weleily                                          | Nour El Tayeb                                              | 11-5, 11-5, 11-5 (23 min)                                  |                                                            |
| 2018  | Sarah-Jane Perry                                           | Raneem El Weleily                                          | 11-9, 11-7, 9-11, 7-11, 11-7 (57 min)                      |                                                            |
| 2017  | Sarah-Jane Perry                                           | Nicol David                                                | 8-11, 8-11, 11-7, 14-12, 11-7 (114 min)                    |                                                            |
| 2016  | Laura Massaro                                              | Amanda Sobhy                                               | 11-4, 9-11, 11-8, 11-7 (47 min)                            |                                                            |
| 2015  | Amanda Sobhy                                               | Sarah-Jane Perry                                           | 11-5, 4-11, 11-5, 12-10 (37 min)                           |                                                            |